# تشا إن ها
تشا إن ها (15 يوليو 1992 - 3 ديسمبر 2019) هو ممثل ومغني جنوب كوري شارك في مسلسلات ناجحة أبرزها درجة حرارة الحب، هل أنت إنسان أيضا؟ كما كان عضوا في فرقة سوربرايز يو.

## سيرة شخصية
ولد تشا إن ها تحت اسم لي جاي هو في عام 2017، بدأ حياته المهنية في الساحة الفنية كواحد من خمسة أعضاء في فرقة سوربرايز يو. اقتحم عالم التمثيل من خلال مشاركته في الدراما الكورية نظفي بشغف الآن. درجة حرارة الحب. هل أنت إنسان أيضا؟ والفيلم القصير Deep Inside of Me.
في وقت وفاته، كان يلعب في مسلسل الحب مع العيوب.

## الوفاة
في 3 ديسمبر 2019، توفي تشا إن ها لأسباب لا تزال مجهولة. إذ تم العثور عليه ميتا في منزله من قبل مدير أعماله. صرح متحدث باسم الشرطة بأن الفنان لم يترك «لا وصية أو رسالة أخيرة»، وأن عائلته طلبت إجراء تشريح للجثة.
نصحت وكالة الممثل فانتاجيو، بعدم نشر «الشائعات والتقارير المتضاربة» بخصوص وفاته احتراما لعائلته، كما أعلنوا عن تنظيم جنازة خاصة له.
أجرت صحف أبرزها نيويورك تايمز، الغارديان وددلاين هوليوود مقارنات بين انتحاره وانتحار زميلتيه الفنانتين الشابتين سولي (25 سنة) وغو ها را (28 سنة) خلال شهرين فقط. فيما دقت صحيفة كوريا تايمز ناقوس الخطر والمخاوف بشأن حالات الانتحار المقلدة.

## أعماله
- هل انت انسان ايضا؟[6]
- المصرفي[9]
- نظفي بشغف الآن[16]
- Deep Inside of Me[4]
- Love with Flaws.[4]
- مقلاة الحب  [لغات أخرى]‏ (2018)[6]
- Queen of Mystery 2 (2018)[4]
- درجة حرارة الحب[6]

## روابط خارجية
- تشا إن ها على موقع IMDb (الإنجليزية)
- تشا إن ها على موقع قاعدة بيانات الفيلم (الإنجليزية)
- تشا إن ها على موقع كينوبويسك (الروسية)